# Präparandie (Arnsberg)
Die Präparandie in Arnsberg war zusammen mit dem benachbarten Lehrerseminar zu Beginn des 20. Jahrhunderts eine Ausbildungsstätte für katholische Volksschullehrer. Das denkmalgeschützte Gebäude wurde später für verschiedene Zwecke genutzt.

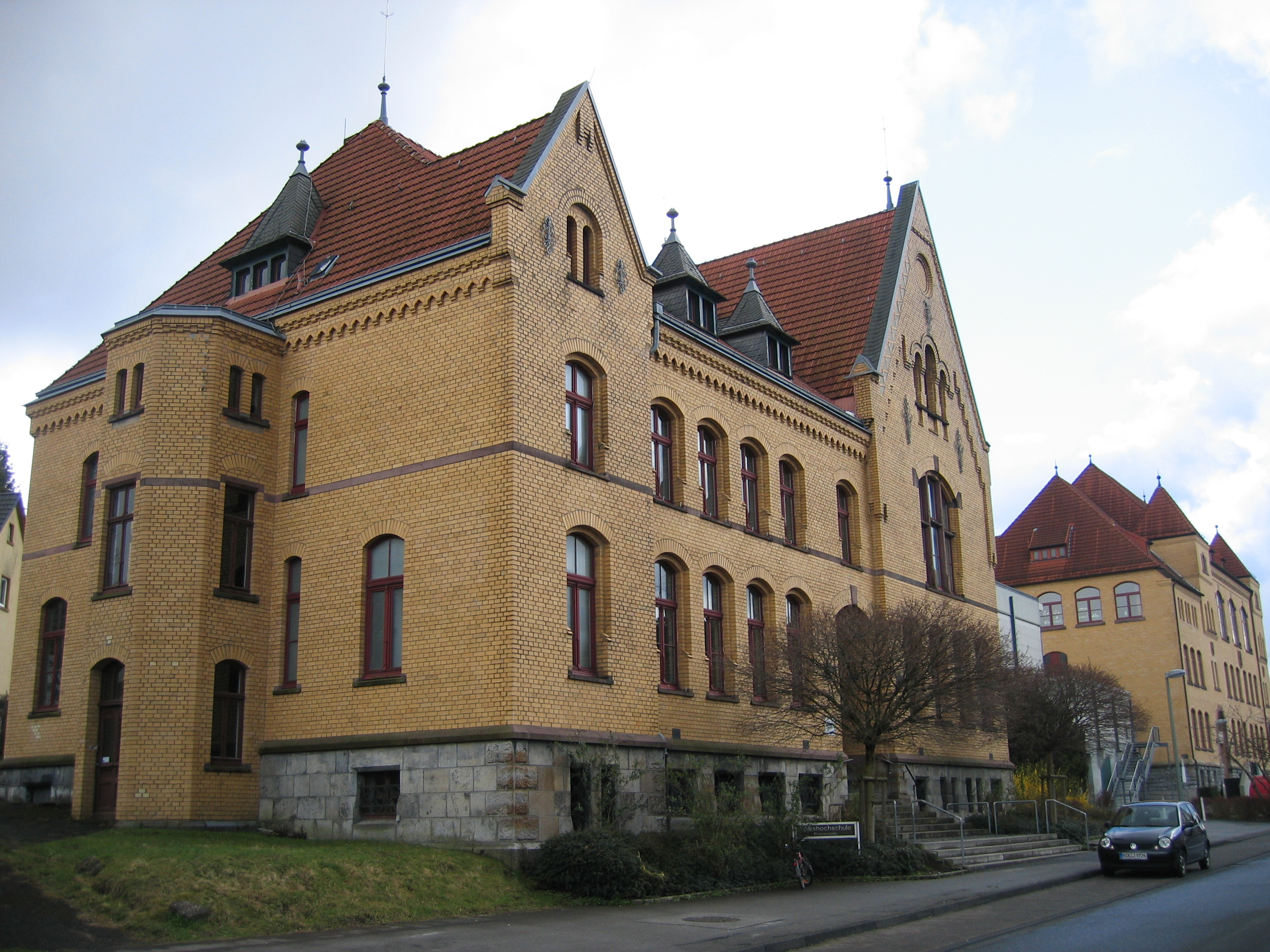
Ehemalige Präparandie in Arnsberg, erbaut nach 1902 (im Hintergrund das ehemalige Gebäude des Lehrerseminars)

## Geschichte
Im Zuge der Neuordnung der Ausbildung der Volksschullehrer in Preußen am Anfang des 20. Jahrhunderts wurde in Arnsberg ein katholisches Lehrerseminar mit einer angeschlossenen Präparandenanstalt errichtet.
Vorangegangen war seit 1901 ein intensives Bemühen der Stadt Arnsberg um die neue Einrichtung, für die sich auch weitere Städte beworben hatten. Die Stadt argumentierte unter anderem damit, dass das Vorhandensein eines erweiterten Kreises gebildeter Männer die tägliche Einförmigkeit für die Seminarlehrer und -leiter wohltuend unterbrechen könnte. Außerdem erinnerte man an die Verlegung der Oberpostdirektion nach Dortmund und eine drohende Teilung des Regierungsbezirks Arnsberg. Die neuen Bildungseinrichtungen sah der Magistrat daher als „Akt ausgleichender Gerechtigkeit“ an. Neben der Aufzählung der Vorzüge der Stadt sagte der Magistrat auch „finanzielle Opfer“ zu. Für den Standort Arnsberg machte sich selbst Regierungspräsident Ludwig von Renvers stark.
Nachdem die Entscheidung zu Gunsten der Stadt Arnsberg gefallen war, erwarb die Kommune für 32.102 Mark im November 1902 die notwendigen Grundstücke „vor der Haar“ in einem damals noch kaum besiedelten Gebiet. Die Präparandenanstalt sollte zuerst errichtet werden. Nach den Vorgaben vom Ministerium für geistliche Angelegenheiten etc. sollte es sich um einen „Ziegel-Rohbau in Renaissance-Formen“ handeln. Im Oktober 1903 wurde der Rohbau vollendet und konnte 1904 bezogen werden. Insgesamt beliefen sich die Kosten für die Stadt auf 102.450 Mark.
Der Unterricht hatte in provisorischen Räumen bereits 1903 begonnen. Im Jahr 1904 folgte die Eröffnung des Lehrerseminars, obwohl der Schulbau erst 1907 fertig wurde. Außerdem bestand seit 1905 ein Lehrerinnenseminar. Dessen Gebäude, heute Teil der Bezirksregierung Arnsberg, wurde 1908 fertiggestellt. Damit war Arnsberg ein Zentrum der Lehrerausbildung geworden. In den drei Anstalten wurden in den etwa zwanzig Jahren des gemeinsamen Bestehens 1200 zukünftige Lehrer unterrichtet.
Die Präparandie wurde 1924/1925 geschlossen. Danach diente das Gebäude bis 1942 als Aufbauschule. Unmittelbar nach dem Krieg war es Kriegslazarett. Danach wurde es von zwei Volksschulen genutzt, ehe es ab 1969 Teil des Lehrerseminars wurde. Die Nutzung durch das Seminar lief Anfang der 1980er Jahre aus. Danach stand das Gebäude längere Zeit, von der Nutzung von einigen Gruppen abgesehen, weitgehend leer, ehe die VHS der Stadt Arnsberg 1992 dort einzog. Nach teilweise heftigen Protesten  kam es im Juni 2010 zum Beschluss, dass in das Gebäude die Grundschule Adolf-Sauer-Schule einziehen wird.

## Baudenkmal
Die Präparandenanstalt wurde 1987 als architektonisches Gestaltungsbeispiel öffentlicher Großbauten der Jahrhundertwende in die Denkmalliste der Stadt Arnsberg aufgenommen.
Der Backsteinziegelbau steht auf einem hohen Sandsteinsockel. Der zweigeschossige Mittelrisalit wird von zwei Seitenrisaliten eingefasst. Allerdings kam es in den 1960er/1970er Jahren zu teilweise erheblichen baulichen Veränderungen. Im Zuge des Einzuges der VHS wurde das Gebäude denkmalgerecht saniert. Die erneute schulische Nutzung erfordert weitere Um- und Anbaumaßnahmen.